# Samia Doumit
Sam Doumit (su nombre completo es Samia, de origen libanés puesto que su padre emigró de Beirut, Líbano) es una ex actriz nacida el 24 de abril de 1975 en Sacramento (California, Estados Unidos).

## Biografía
Sam Doumit consiguió ser miembro la Dean's list y obtener el rol de honor como estudiante en el Emerson College de Boston antes de empezar a estudiar en el California Institute of Arts (CalArts) en la licenciatura de Arte dramático. Su rostro según IMDb es la que aparece en el logo de las Suicide Girls. El 3 de septiembre de 2005 contrajo matrimonio con Erik Contreras.
Como actriz de teatro, Doumit ha participado entre otras apariciones, en KY2 en el año 2000. En octubre de 2005, actuó en la reunión de exalumnos de este centro con "Not to Fear" junto con Eric Contreras, Tony Nazem y Rainbow Underhill dentro el programa de este festival denominado Half-Hour From Home: Cal-Arts Alumni at Barnsdall. En 2006 representó el papel de Katherine en la obra de William Shakespeare, La fierecilla domada en el Lilian Theatre de Los Ángeles. 
En televisión ha interpretado diferentes personajes en series como Passions (2005), LAX (2005), CSI (2004), Dawson's Creek (2003), Boston Public (2002), Sala de Urgencias (2001), Brutally Normal (2000), Cariño he encogido los niños: The TV Show (2000), Beverly Hills, 90210 (1998) y en MTV's Undressed (1999). 
También, ha interpretado diferentes papeles en filmes como Este cuerpo no es el mio con Rob Schneider y Adam Sandler y en filmes independientes como The Utopian Society con Austin Nichols, Malin Akerman y dirigida por Jhon P.Aguirre. En el mundo musical ha aparecido en el videoclip Starlight del grupo de Nueva Zelanda ZED, incluido en el DVD de Este cuerpo no es el mío.

## Carrera Cinematográfica

### Cine
| Año  | Película                                 | Personaje      |
| ---- | ---------------------------------------- | -------------- |
| 2004 | Longtime Listener 12th Time Caller (Voz) | Nancy          |
| 2004 | Just Hustle                              | Naomi Rose     |
| 2003 | The Utopian Society                      | Nera           |
| 2003 | Este cuerpo no es el mío                 | Eden           |
| 2003 | Taylor's Wall                            | Taylor Manning |
| 2001 | Beyond the Pale                          | Posse Member   |
| 1999 | On the Ropes                             | Maya           |

## Nombres usados en créditos
- Samia Doumit
- Samia
- Samia Doumit-Contreras